# Монторо-Інферіоре
Монторо-Інферіоре (італ. Montoro Inferiore) — колишній муніципалітет в Італії, у регіоні Кампанія,  провінція Авелліно. З 3 грудня 2013 року Монторо-Інферіоре є частиною новоствореного муніципалітету Монторо.
Монторо-Інферіоре розташоване на відстані близько 230 км на південний схід від Рима, 45 км на схід від Неаполя, 12 км на південь від Авелліно.
Населення — 10 568 осіб (2012).
Щорічний фестиваль відбувається 10 вересня. Покровитель — святий Миколай da Tolentino.

## Демографія
Населення за роками:

Станом на 31 грудня 2010 року в муніципалітеті офіційно проживав 441 іноземець з 30 країн, серед них 251 громадянин країн Євросоюзу та 75 громадян України.

## Сусідні муніципалітети
- Брачильяно
- Контрада
- Фішіано
- Форино
- Меркато-Сан-Северино
- Монторо-Суперіоре